# Stora Mögasjön
Stora Mögasjön är en sjö i Borås kommun i Västergötland och ingår i Ätrans huvudavrinningsområde.